# Guadalupe (otok)
Otok Guadalupe ili Isla Guadalupe je vulkanski otok u Tihom oceanu, 241 km od zapadne obale meksičkog poluotoka Baja California, i nekih 400 kilometara od grada Ensenada. Otok pripada Meksiku, odnosno meksičkoj saveznoj državi Baja California.
Dvije druge meksičke otočke grupe u Pacifiku, koje nisu dio epikontinentalnog pojasa, su arhipelag Revillagigedo i otočje Rocas Alijos. Otok Guadalupe i otočići koji mu pripadaju su najzapadnija točka države Meksiko.

## Stanovništvo i administracija
Otok ima svega 150 stanovnika, što je utvrđeno popisom stanovništva 2008. Električna energija se na otoku stvara isključivo električnim generatorima, a pitka voda se dovozi vojnim plovilima. 
Na samom jugu otoka se nalazi vremenska postaja u kojoj radi osoblje iz Meksičkog Vojnog Ministarstva. U blizini samog središta otoka se nalazi mjesto Campo Pista, koje se nalazi na nadmorskoj visini od 592 metra. 
Zračna luka Isla Guadalupe (ICAO kôd MMGD) ima uzletno-sletnu pistu dugu 1200 metara. Na jednom kraju piste se nalazi olupina američkog vojnog zrakoplova, Lockheed Model 18 Lodestar, koji je prilikom slijetanja prošao preko kraja piste. Na drugom kraju piste se nalazila olupina sjevernoameričkog bombardera, koji se srušio prilikom pokušaja polijetanja preopterećen. Olupina bombardera je uklonjena pri kraju 2005. Ili pri početku 2006. godine. 
Na otoku se nalaze mnoga privremena naselja koja većinom naseljavaju ribari, a neka od njih su Campo Norte, Campo Lima i Arroyitos. U svakom od tih mjesta se nalazi između četiri i jedna zgrada. Najveće naselje na otoku je Campo Oeste s petnaest zgrada.

## Zemljopisne osobine
Otok se pruža 35 kilometara od sjevera prema jugu, a širina otoka od istoka prema zapadu je 9.5 kilometara. Otok Guadalupe ima neravnu površinu i sastoji se od dva stara vulkana koji se preklapaju. Vulkan koji se nalazi na sjeveru otoka je mlađi i viši. Površina otoka iznosi 243.988 kilometara kvadratnih. Najviši vrh otoka, Mount Augusta, iznosi 1298 metara. Na južnom djelu otoka ništa ne raste, ali zato se na sjevernom otoku nalazi šuma. Dva visoka i upadljiva otoka se nalaze tri kilometra od jugozapadnog djela otoka. U blizini otoka Guadalupe se nalazi još puno malih otoka i otočića.

### Klima
Na otoku razlikujemo dvije klimatske zone: jako suhu, poluvruću klimu koja se nalazi na dijelu otoka koji se nalazi od 0 do 800 metara nadmorske visine, i onu malo hladniju na vrhovima vulkana. Najviše padalina otok dobije u zimskim mjesecima. Prosjek padalina u jednoj godini iznosi 133 milimetra na južnom dijelu, ali na sjevernom dijelu otoka padaline su puno izraženije. 

## Geologija
Otok Guadalupe se sastoji od stijena vulkanskog podrijetla budući da je rezultat sraza dva vulkana štitastog tipa koji su oformljeni na danas neaktivnom Srednjooceanskom grebenu. Njihovo formiranje karakterizira tok lave koja se širila uzduž pukotina koje se protežu u smjerovima sjeveroistok-jugozapad i sjeverozapad-jugoistok. Najmlađi vulkan predstavlja sjeverni dio otoka i vjerojatno je formiran tijekom epohe Holocena. Velika količina novijih stvrdnutih tokova alkalnog bazalta koji su dio kaldere sjevernog vulkana su najnovije formirane stijene na otoku.

## Ekologija
Guadalupe je u prošlosti bio glavno odredište američkih i ruskih sakupljača krzna koji su lovili Guadalupskog krznenog tuljana (Arctocephalus townsendi) u 18. i 19. stoljeću, dok ih nisu gotovo izlovili 1844. godine. Otok je vjerojatno najpoznatiji po tome što ima jako puno biljnih i životinjskih endemskih vrsta.

### Endemske vrste
Endemske biljke:
Baeriopsis guadalupensis – poluendem, 
Brahea edulis (Guadalupska palma) – endem, 
Camissonia guadalupensis ssp. guadalupensis – endem, 
Castilleja fruticosa – endem, 
Cistanthe guadalupensis – endem, 
Cupressus guadalupensis var. guadalupensiso – endem, 
Cryptantha foliosa – endem, 
Deinandra frutescens – endem, 
Deinandra greeneana ssp. greeneana – endem, 
Deinandra palmeri – endem, 
Dudleya guadalupensis – endem, 
Dudleya virens ssp. extima – endem, 
Eriogonum zapatoense – endem, 
Erysimum moranii – endem, 
Eschscholzia elegans – poluendem, 
Eschscholzia palmeri – endem, 
Galium angulosum – endem, 
Githopsis diffusa var. guadalupensis – endem, 
Hemizonia frutescens – endem, 
Hemizonia greeneana ssp. greeneana – endem, 
Hemizonia palmeri – endem, 
Heteromeles arbutifolia var. macrocarpa – vjerojatno endem, 
Lavatera lindsayi – endem, 
Lupinus niveus – endem, 
Marah guadalupensis – poluendem, 
Perityle incana – endem, 
Phacelia phyllomanica – endem, 
Pinus radiata var. binata – endem, 
Satureja palmeri – endem, 
Senecio palmeri – endem, 
Sphaeralcea palmeri – endem, 
Sphaeralcea sulphurea – endem, 
Stephanomeria guadalupensis – endem, 
Triteleia guadalupensis – endem. 
Endemske životinje:
Arctocephalus townsendi – otok Guadalupe je najveće područje parenja, 
Salpinctes obsoletus guadalupensis – endem, 
Carpodacus mexicanus amplus – endem, 
Junco hyemalis insularis – endem, 
Caracara lutosa – endemska izumrla vrsta, 
Endemske vrste paukova:
Habronattus gigas, 
Herpyllus giganteus, 
Kibramoa isolata, 
Sergiolus guadalupensis.